# 포모서 비트레이드
《포모서 비트레이드》(중국어: 被出賣的台灣)는 애덤 케인이 감독한 2009년 미국 영화으로, 1980년대를 배경으로 과거 중화민국의 백색테러를 다루고 있다.

## 등장 인물
- 제임스 밴더비크 - 제이크 켈리(FBI 요원, 주인공)
- 웬디 크루슨 - 수잔 케인(미국재대만협회 외교관)
- 존 허드 - 톰 브랙스턴(FBI 요원)
- 윌 댜오 - 밍(대만 독립 반체제 인사)
- 지 마 - 궈(중화민국 국민정부 공무원)
- 레슬리 호프 - 리사 길버트(시카고 경찰)
- 쩡장 - 쩌 장군
- 첼시 로스 - 돌트리
- 애덤 왕 - 제임스 리(용의자)
- Mintita Wattanakul(영어판) - 메이싱(美星)
- Nirut Sirichanya(영어판) - 황리페이 박사
- Thienchai Jayasvasti Jr. - 천 사무관(중화민국 법무부조사국)
- Sahajak Boonthanakit - 뤄(경찰 간부)
- Alex Duong - 데이비드 우(용의자)

## 줄거리
1983년, 중정 국제공항(지금의 타이완 타오위안 국제공항)에 도착한 미국 FBI 요원 제이크 켈리는 대만인 남자 한 명과 함께 급히 에스컬레이터를 오르고는 비행기를 타기 위해 탑승구로 서두른다. 켈리는 대만인 남자와 함께 공항 검문을 통과하려고 하지만 이윽고 중화민국 헌병이 들이닥치고, 한 발의 총성이 울린다. 아수라장이 된 공항에서 헌병들은 켈리와 대만인 남자를 각각 끌고 가는데, 미국 외교관 수잔 케인이 헌병들에게 다가와 켈리를 체포하지 못하게 막는다. 그래서 켈리는 헌병들에 의해 한 방으로 옮겨지고, 수잔 케인은 켈리에게 상황을 설명하라고 추궁한다.
그로부터 2주 전, 미국 시민이자 대만 독립을 주장하는 반체제 인사였던 헨리 원(원밍화) 교수가 시카고에서 살해당한다. 시카고 경찰과 FBI는 원 교수가 강의했던 대학 등 여러 군데를 조사하고, 원 교수의 미망인과 목격자의 진술로부터 살인범이 범행 당시 자전거를 타고 담배를 피웠다는 것을 알게 된다. 켈리는 경찰관 리사 길버트와 함께 범행 현장을 조사하던 중 대만산 담배꽁초를 발견하게 되고, 범인들을 발견하고 총격전을 벌이지만 놓치게 된다.
FBI는 켈리를 중화민국으로 보내기로 하지만, 중화민국과 미국의 복잡한 외교 관계로 인해 켈리가 할 수 있는 일은 현지 당국의 수사에 참관하고 협조하는 것이 전부였다. 켈리는 중정 국제공항에 도착한 뒤 중화민국 주재 외교관 수잔 케인을 만나고, 그녀로부터 중화민국 국민정부 고관 궈와 경찰 간부 두 사람을 소개받는다. 중화민국 당국은 켈리에게 고급 호텔을 제공하고 호화 파티에 초대하는 등 그를 매우 융숭하게 대접하지만...
어느 날, 켈리의 호텔 방에 수수께끼의 인물 메이싱이 나타난다. 살해당한 원 교수의 은사 황리페이 박사가 보낸 그녀는, 중화민국 당국이 켈리에게는 숨긴 채 이미 범인 하나의 위치를 파악하고 포위하고 있다고 전한다. 켈리는 메이싱의 도움으로 범인이 있는 근처까지 갔지만 한 발의 총성이 모든 것을 수포로 만든다. 게다가 범인을 쏜 사람은 다름이 아니라 조금 전까지 자료 조사에 어려움을 겪던 법무부의 천 사무관이었다.

## 같이 보기
- 2.28 사태